# Стенжиця-Надвепшанська
Стужиця, або Стенжиця-Надвепшанська (пол. Stężyca Nadwieprzańska) — село в Польщі, у гміні Красностав Красноставського повіту Люблінського воєводства. Населення — 237 осіб (2011).

## Історія
За даними етнографічної експедиції 1869—1870 років під керівництвом Павла Чубинського, у селі проживали одні греко-католики, які розмовляли українською мовою.
У 1938 році, під час польської акції руйнування українських храмів на Холмщині і Підляшші, місцева українська церква переведена на римо-католицтво. Під час Другової світової війни у церкві ненадовго відновлене українське богослужіння та діяла українська школа. У 1940—1944 роках польські шовіністи вбили в селі 18 українців.
У 1975—1998 роках село належало до Холмського воєводства.

## Населення
Демографічна структура станом на 31 березня 2011 року:
|          | Загалом | Допрацездатний вік | Працездатний вік | Постпрацездатний вік |
| -------- | ------- | ------------------ | ---------------- | -------------------- |
| Чоловіки | 120     | 17                 | 80               | 23                   |
| Жінки    | 117     | 17                 | 60               | 40                   |
| Разом    | 237     | 34                 | 140              | 63                   |

## Особистості

### Народилися
- Михайло Кобрин (1871—1956) — український релігійний і освітянський діяч, автор і перекладач.
- Іван Ковальчук (1938—2003) — український лікар-хірург[7].